# 竹山交流道
竹山交流道為臺灣國道三號的交流道，位於臺灣南投縣竹山鎮延正里、山崇里交界處，指標為243k，因為通往杉林溪、太極峽谷、竹山紫南宮、溪頭自然教育園區、九族文化村等觀光景點，所以假期時會有塞車的現象，與名間交流道雷同。
|             | 243 竹山 | 南 下                  |           | 竹山 鹿谷 |
| 溪頭 杉林溪 | 243 竹山 | 南 下                  |           |           |
| 北 上       | 243 竹山 |                        | 竹山 鹿谷 |           |
| 北 上       | 243 竹山 | 溪頭 杉林溪 九族文化村 |           |           |

## 鄰近公路
- 台3線
- 台3丙線
- 縣道151甲線
- 投100線（產業運輸大道）

## 外部連結
- 國道三號竹山交流道示意圖 （页面存档备份，存于）（交通部高速公路局）